# Universidad Politécnica de Baja California

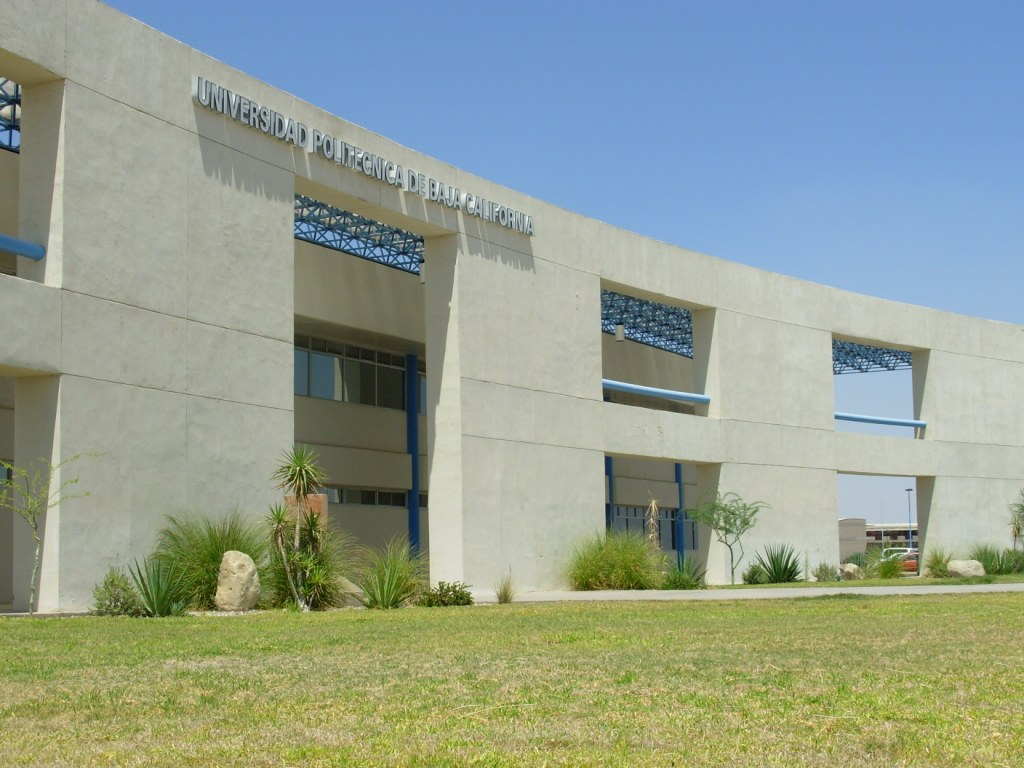
Edificio académico UPBC.

La Universidad Politécnica de Baja California (UPBC) es una institución pública de educación superior que forma parte del subsistema de universidades tecnológicas y politécnicas de México, ubicada en la ciudad de Mexicali, Baja California. Fue establecida como organismo descentralizado del gobierno estatal mediante decreto ejecutivo el 9 de enero de 2006 —publicado el 13 de enero en el periódico oficial del estado— y comenzó actividades académicas ese mismo año.
La universidad tiene como objetivo impartir educación superior en los niveles de técnico superior universitario, licenciatura, especialización tecnológica y otros estudios de posgrado, además de ofrecer cursos de actualización en diversas modalidades. Su oferta educativa se centra principalmente en programas de ingeniería, diseñados para responder a las demandas tecnológicas y del sector productivo. La UPBC se dedica al desarrollo y progreso de la sociedad a través de tres áreas sustantivas: docencia, investigación y extensión.
Las actividades académicas comenzaron el 29 de mayo de 2006 en la calle de la Industria 291, colonia Industrial, en un edificio prestado, con una matrícula inicial de 35 alumnos.
Actualmente, el único campus de la Universidad Politécnica de Baja California está ubicado en Mexicali. Sus instalaciones incluyen dos edificios académicos, un edificio de talleres y laboratorios, una biblioteca, y un tercer edificio en construcción. El campus puede albergar hasta 2,000 estudiantes en su estado actual, pero su terreno de 20 hectáreas permite que la universidad pueda expandir sus instalaciones en el futuro. En el año 2022, la UPBC registró un registro de 1,547 alumnos en todos sus horarios.

## Historia

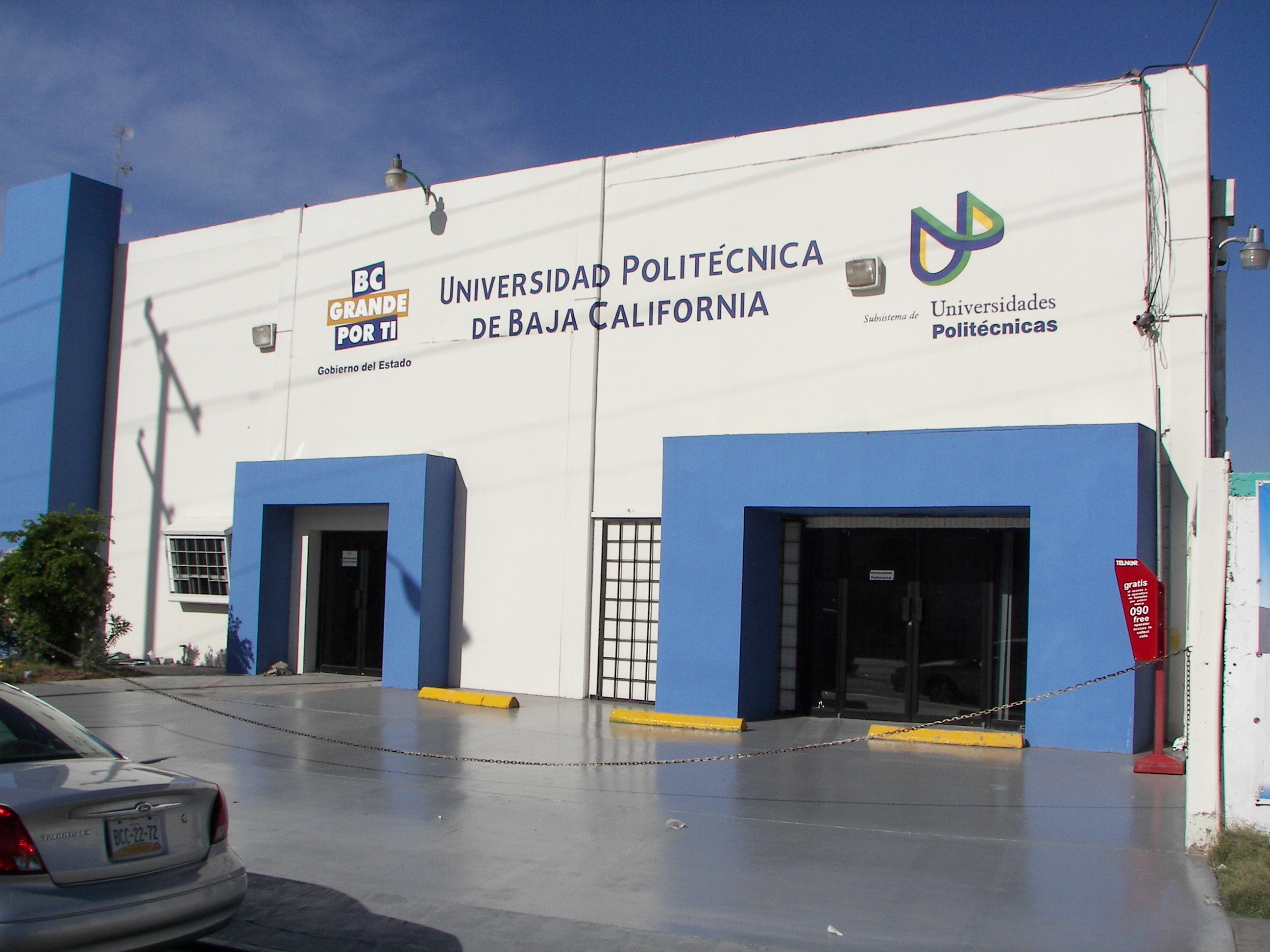
Fachada de las primeras instalaciones de la UPBC en calle de la industria número 296. Esta primera infraestructura fue facilitada por el Sistema Educativo Estatal del Gobierno del Estado.

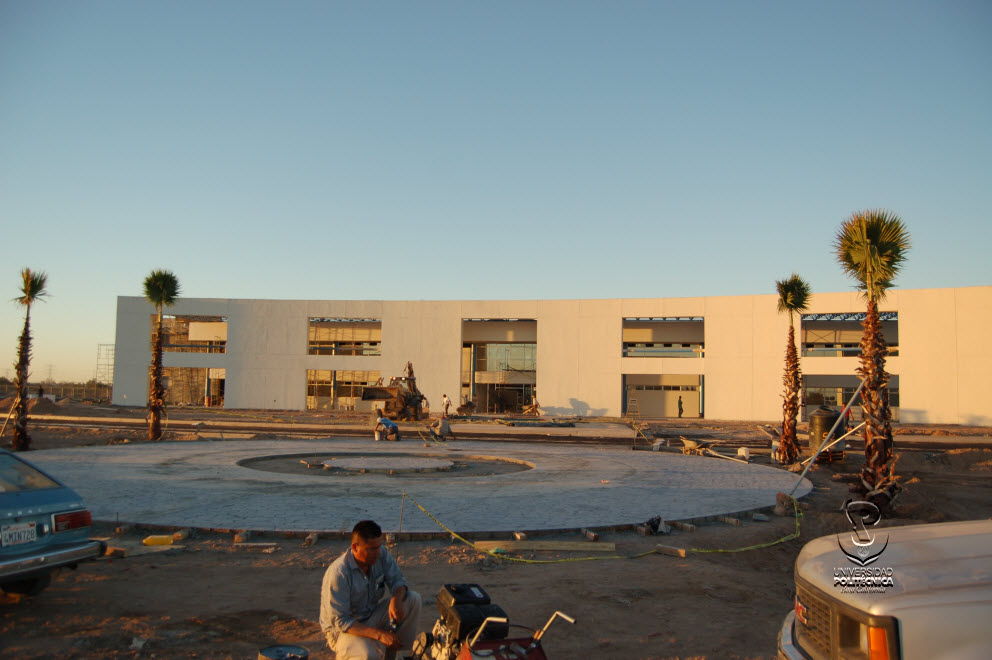
Construcción del primer edificio académico de la Universidad Politécnica de Baja California en 2007.

La Universidad Politécnica de Baja California fue establecida como un organismo descentralizado del Estado de Baja California mediante decreto ejecutivo firmado el 9 de enero de 2006 y publicado el 13 de enero de 2006 en el Periódico Oficial del Estado de Baja California. Posteriormente, inició sus operaciones el 29 de mayo de 2006 en instalaciones temporales ubicadas en la colonia Industrial, en Mexicali, facilitadas por el Instituto de Servicios Educativos y Pedagógicos (ISEP). Estas instalaciones fueron adaptadas y equipadas con seis aulas, dos laboratorios de cómputo y una sala de usos múltiples para dar inicio a sus actividades académicas. En este periodo inicial, la institución ofreció los programas educativos de Ingeniería en Tecnologías de Manufactura, Ingeniería Mecatrónica e Ingeniería en Tecnologías de la Información, con un enfoque en la formación de profesionistas en áreas clave para el desarrollo tecnológico y productivo de la región.
Con el apoyo de las dependencias normativas en inversión pública y las encargadas de la construcción de infraestructura educativa en el estado, se logró la aprobación de los fondos necesarios para el desarrollo del primer edificio académico en el nuevo campus. Para ello, se elaboró un plan maestro de construcción que definió la ubicación estratégica del edificio. Las clases en esta nueva infraestructura comenzaron el 29 de octubre de 2007.
El 20 de junio de 2007, el Jurado Calificador, integrado por representantes de la universidad, miembros de la Junta Directiva y de la sociedad, seleccionó por unanimidad el logotipo institucional diseñado por Marco Antonio Manríquez Curiel. Este logotipo simboliza la universalidad del conocimiento a través de un libro, la tecnología representada por un circuito electrónico y la península de Baja California, que identifica a la institución y su contexto regional.
En 2008, la universidad consolidó su crecimiento con la aprobación de recursos para la construcción de un nuevo edificio de laboratorios y talleres, diseñado para satisfacer las necesidades de una formación práctica y avanzada. La construcción fue concluida en julio de 2009, fortaleciendo la capacidad de la institución para atender a una creciente matrícula y modernizar sus programas académicos.
En el año 2010, la UPBC alcanzó un nuevo hito al obtener el registro oficial de la Secretaría de Educación Pública (SEP) como institución de calidad en educación superior tecnológica. Esto marcó un importante reconocimiento al esfuerzo conjunto de su comunidad universitaria, que ha mantenido un enfoque en la excelencia académica, la innovación y el compromiso con el desarrollo regional.
Posteriormente, los esfuerzos académicos y la calidad en la atención a la creciente matrícula justificaron ante la SEP y el Gobierno del Estado la necesidad de un segundo edificio de docencia. Este proyecto fue concluido en septiembre de 2010, consolidando la infraestructura necesaria para cumplir con los objetivos educativos y de desarrollo institucional.
En 2016, el Gobierno del Estado de Baja California, bajo la administración del entonces gobernador Francisco Vega de Lamadrid, realizó la donación formal del terreno donde se encuentra ubicada la universidad, transfiriendo así la propiedad del gobierno estatal a la propia institución. Los predios donados, que en conjunto suman aproximadamente un poco más de 20 hectáreas, se localizan en la avenida De la Claridad, sin número, en la colonia Plutarco Elías Calles. Esta adquisición era requerida por las autoridades correspondientes en su momento, para que la universidad pudiera seguir accediendo a recursos públicos destinados a su expansión y a la construcción de nuevas instalaciones.
En 2024, la Dirección General de Universidades Tecnológicas y Politécnicas llevó a cabo una reestructuración de los planes de estudio en todas las instituciones pertenecientes a este subsistema a nivel nacional. Como parte de este proceso, la Universidad Politécnica de Baja California se vio en la necesidad de actualizar la totalidad de sus planes de estudio, con el objetivo de homologarlos con los del resto del país. Esta medida buscó garantizar una mayor uniformidad en la enseñanza dentro del subsistema, así como facilitar la movilidad estudiantil a nivel nacional. Mientras que esta homologación ya existía entre las universidades tecnológicas, a partir de ese momento se extendió también a las universidades politécnicas. Ese mismo año, la UPBC incorporó por primera vez programas de Técnico Superior Universitario (TSU), lo que representó una modificación significativa en su oferta educativa.

## Modelo Educativo
La Universidad Politécnica de Baja California ha actualizado su modelo educativo a partir de septiembre de 2024, con el objetivo de fortalecer la formación profesional de sus estudiantes y adaptarse a los nuevos retos del mercado laboral y las demandas tecnológicas. Este modelo combina una sólida preparación académica, el desarrollo de competencias prácticas y el fortalecimiento de valores y actitudes necesarias para destacar en entornos laborales.

### Etapas del modelo educativo
Técnico Superior Universitario (TSU): Durante los primeros seis cuatrimestres, los estudiantes cursan asignaturas específicas de su disciplina desde el inicio, sin tronco común. Además, durante el curso del sexto cuatrimestre, realizan una estadía profesional que les permite adquirir experiencia práctica en el sector productivo. Tras completar satisfactoriamente esta etapa, se les otorga el título de Técnico Superior Universitario.
Licenciatura: Los estudiantes que decidan continuar su formación pueden cursar tres cuatrimestres adicionales de asignaturas, complementados con una segunda estadía profesional en el décimo cuatrimestre. Esta etapa finaliza con la obtención del título de Licenciatura, completando un total de 10 cuatrimestres (3 años y 4 meses) para alcanzar ambos títulos.

### Características del modelo educativo
El modelo educativo se caracteriza por su enfoque en la formación integral, promoviendo competencias técnicas, el desarrollo de actitudes y valores que fomentan el crecimiento personal y profesional. Desde el primer cuatrimestre, los estudiantes cursan asignaturas específicas de su carrera, sin un tronco común, y el inglés se imparte como asignatura obligatoria durante toda la formación. Además, participan en proyectos integradores que les permiten aplicar los conocimientos adquiridos en un contexto práctico y alineado con las necesidades del sector productivo. Este modelo destaca por su duración acelerada, permitiendo la obtención de ambos títulos, Técnico Superior Universitario (TSU) y Licenciatura, en un periodo total de 3 años y 4 meses. Adicionalmente, todos los profesores de tiempo completo cuentan con un grado académico mínimo de maestría, lo que asegura un nivel de enseñanza acorde con los estándares de calidad establecidos.

### Modelo Basado en Competencias
El modelo basado en competencias de la Universidad Politécnica de Baja California se fundamenta en el desarrollo integral de los estudiantes a través de un enfoque que articula cuatro dimensiones esenciales: ser, saber, saber hacer y convivir. Este enfoque integra habilidades, aptitudes, destrezas, valores, actitudes y conocimientos, formando profesionistas con las competencias necesarias para afrontar los retos del entorno laboral y social.
La UPBC busca formar profesionistas altamente competentes, capaces de adaptarse a contextos diversos y complejos. Para lograrlo, el modelo promueve un aprendizaje autónomo, guiado por docentes que orientan y facilitan el proceso formativo, permitiendo que el estudiante se convierta en un agente independiente, preparado para diseñar y ejecutar proyectos innovadores y de impacto.
Este modelo educativo fomenta el crecimiento personal y profesional, al tiempo que garantiza una formación académica sólida y práctica, alineada con las demandas actuales del mercado y de la sociedad.

## Oferta educativa
A partir de septiembre de 2024, la universidad actualizó su oferta educativa para alinearla con los lineamientos del nuevo modelo educativo de las universidades del subsistema tecnológico. Este modelo incorpora programas tanto de nivel Licenciatura como de Técnico Superior Universitario (TSU), diseñados para responder a las demandas del mercado laboral y los retos tecnológicos actuales. La mayoría de estos programas están enfocados en áreas de ingeniería, reflejando el compromiso de la institución con la formación de profesionistas en campos técnicos y especializados.

### Programas de Licenciatura y Técnico Superior Universitario
A continuación, se presenta la lista de las licenciaturas ofrecidas actualmente por la universidad y sus TSU vinculados. 
| Licenciatura                                                     | Técnico Superior Universitario |
| ---------------------------------------------------------------- | --- |
| Ingeniería en Animación y Efectos Visuales                       | TSU en Producción Audiovisual y Animación 2D |
| Ingeniería en Energía y Desarrollo Sostenible                    | TSU en Energía Solar TSU en Energía Turbo Solar TSU en Turbo Energía |
| Ingeniería Mecatrónica                                           | TSU en Automatización TSU en Instalaciones Eléctricas TSU en Mantenimiento en Líneas de Producción TSU en Optomecatrónica TSU en Robótica TSU en Sistemas de Manufactura Flexible |
| Ingeniería en Tecnologías de la Información e Innovación Digital | TSU en Ciencia de Datos TSU en Desarrollo de Software TSU en Entornos Virtuales y Negocios TSU en Infraestructura de Redes Digitales TSU en Inteligencia Artificial               |
| Ingeniería en Manufactura Avanzada                               | TSU en Procesos de Fabricación |
| Ingeniería en Semiconductores                                    | TSU en Semiconductores |
| Ingeniería Industrial                                            | TSU en Sistemas de Gestión de Calidad TSU en Moldeo de Plásticos TSU en Maquinados de Precisión                                                                                   |
| Licenciatura en Administración                                   | TSU en Gestión del Capital Humano TSU en Emprendimiento, Formulación y Evaluación de Proyectos                                                                                    |
| Licenciatura en Educación                                        | TSU en Enseñanza del Idioma Inglés |
| Licenciatura en Gastronomía                                      | TSU en Gastronomía |
| Licenciatura en Negocios y Mercadotecnia                         | TSU en Mercadotecnia |

De acuerdo con los programas establecidos en la revisión del nuevo modelo educativo para las universidades tecnológicas y politécnicas, es posible que en el futuro la universidad ofrezca nuevos programas académicos de nivel licenciatura y técnico superior universitario. Asimismo, se contempla la implementación de más programas de TSU vinculados a una misma licenciatura, ampliando las opciones educativas disponibles para los estudiantes.

## Rectores
Rectores de la Universidad Politécnica de Baja California desde su fundación en 2006.
- Moises Rivas López (2006-2010)
- Navor Rosas González (2010-2014)
- Juan Jesús Algrévez Uranga (2014-2019)
- Jesús Esteban Castro Rojas (2020-2022)
- Marcela Barreras Hernández (2022-presente)

## Certificaciones y acreditaciones
La Universidad es un subcentro autorizado para la aplicación de exámenes del idioma inglés por la Universidad de Cambridge.
Cuenta con el reconocimiento como Academia Local CISCO, con lo cual los estudiantes pueden acceder a material curricular actualizado y buscar la certificación en la tecnología de redes de computadoras con el aval de CISCO en los niveles de CCNA Exploration (Cisco Certified Network Associate).
Además, cuenta con el reconocimiento de IT Academy de Microsoft, gracias a esto los estudiantes pueden acceder a materiales curriculares, capacitación en línea y software especializado a fin de lograr certificación por parte de Microsoft. También cuenta con la licencia de Microsoft Campus Agreement, para proporcionar el software más novedoso de Microsoft con propósitos educativos.
Adicionalmente, ofrece a sus estudiantes la oportunidad de certificarse en Lean Six Sigma, en las aplicaciones de Yellow, Green y Black Belt, debido a la alianza académica que se tiene con “Lean Six Sigma Instituto”.
En 2015, la Universidad obtuvo la acreditación de CACEI para su programa de ingeniería mecánica. 
En 2019, la Universidad obtuvo la acreditación de CONAIC para su programa de ingeniería en tecnologías de la información. 

## CADI (Centro de Autoacceso de Idiomas)
El Centro de Autoacceso de Idiomas (CADI) es un espacio diseñado específicamente para apoyar el aprendizaje autónomo de una segunda lengua, ofreciendo recursos, equipos y personal capacitado para facilitar este proceso.
CADI brinda a los estudiantes la oportunidad de aprender inglés a su propio ritmo, adaptándose a sus necesidades, objetivos y preferencias, haciéndolos responsables de su propio aprendizaje. Los estudiantes tienen la libertad de decidir cuándo, qué y cómo estudiar, además de establecer sus metas y planificar las acciones necesarias para alcanzarlas.
Cuando lo requieren, los estudiantes reciben la orientación de un asesor especializado, quien los ayuda a identificar sus necesidades y seleccionar el material más adecuado para lograr sus objetivos. Una de las principales ventajas de CADI es que fomenta en los alumnos el desarrollo de habilidades de aprendizaje autónomo, que les serán útiles a lo largo de toda su vida.
En enero de 2007, la Universidad Politécnica de Baja California creó el Centro de Autoacceso de Idiomas como un recurso para apoyar el aprendizaje de idiomas dentro de la comunidad universitaria. Desde su creación, CADI ha ofrecido a estudiantes y al público en general la oportunidad de aprender de manera autónoma, siguiendo su propio ritmo y utilizando estrategias que se adaptan a su estilo de aprendizaje e intereses específicos. Con el aumento de la población estudiantil, CADI ha ampliado sus instalaciones, servicios y equipos para ofrecer un servicio pertinente, de calidad y acorde a las necesidades de los usuarios.
La misión de CADI es proporcionar a los usuarios espacios con recursos didácticos y tecnológicos que permitan desarrollar y fortalecer habilidades cognitivas y culturales. Con un enfoque ético y de calidad, CADI promueve la autonomía en el aprendizaje del inglés mediante la formación integral de personas responsables, independientes, con iniciativa y conscientes de sus necesidades. Se considera una parte integral, innovadora y formativa en el aprendizaje significativo del idioma inglés, en alineación con los programas y objetivos institucionales.

## Halcón Peregrino: Mascota de la universidad

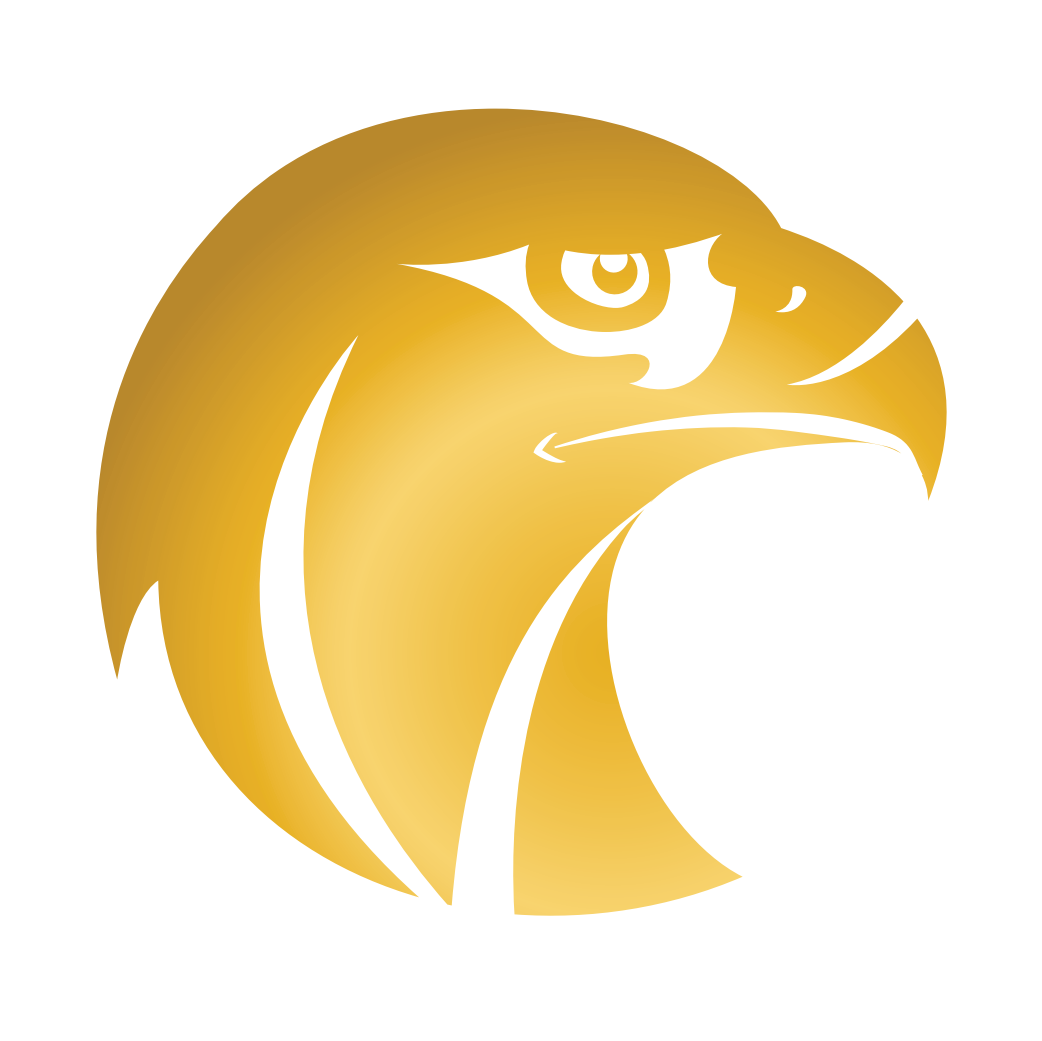
Diseño ilustrado de la mascota oficial de la Universidad Politécnica de Baja California, el halcón peregrino.

### Historia de la selección de la mascota
En 2020, la comunidad estudiantil de la Universidad Politécnica de Baja California participó en una consulta para elegir la mascota oficial de la institución. Entre las opciones propuestas se encontraban tres animales: el águila, el búho y el halcón peregrino. Tras el proceso de votación, el 23 de julio de ese mismo año se anunciaron los resultados a través de los medios digitales de la universidad, resultando ganador el halcón peregrino con el 53% de los votos. Ese mismo día, se presentó el logotipo de la nueva mascota, que representa la cabeza de un halcón peregrino estilizado, con líneas curvas y angulares, y de color dorado.

### Simbolismo del halcón peregrino
El halcón peregrino es una de las aves más emblemáticas del mundo, considerado como el ave más veloz, alcanzando hasta 360 kilómetros por hora durante sus picados en caza. Su anatomía está diseñada para la velocidad y precisión, con alas largas y puntiagudas, un cuerpo musculoso y una visión extraordinaria que le permite localizar a sus presas desde grandes distancias. Estas características lo convierten en un símbolo de excelencia, agilidad y enfoque, atributos esenciales en el ámbito académico y profesional.
Elegir al halcón peregrino como mascota de la UPBC refleja los valores institucionales de perseverancia, innovación y alto rendimiento.